# Julian Taylor
Pour les articles homonymes, voir Taylor.
 (mars 2019).
Si vous disposez d'ouvrages ou d'articles de référence ou si vous connaissez des sites web de qualité traitant du thème abordé ici, merci de compléter l'article en donnant les références utiles à sa vérifiabilité et en les liant à la section « Notes et références ».
Julian Taylor est un peintre figuratif anglais né en 1954 à Neuilly-sur-Seine.

## Citations
- « Au milieu des années 1960, on n'y parlait plus guère peinture. J'ai essayé toutes les disciplines se terminant par "graphie" : photographie, sérigraphie... En somme j'ai tout fait, sauf peindre ! Je ne regrette pas : la jeunesse a la liberté de tout goûter.»[1] En novembre 1975, il décide de venir tenter sa chance à Paris et de se consacrer à la peinture.
- « Je n’aime pas tellement l’huile parce qu’elle sèche trop lentement à mon goût. Au moins, l’acrylique est propre, on peut la tarabistouiller comme on veut, et ça reste vif, clair et net.»[2]

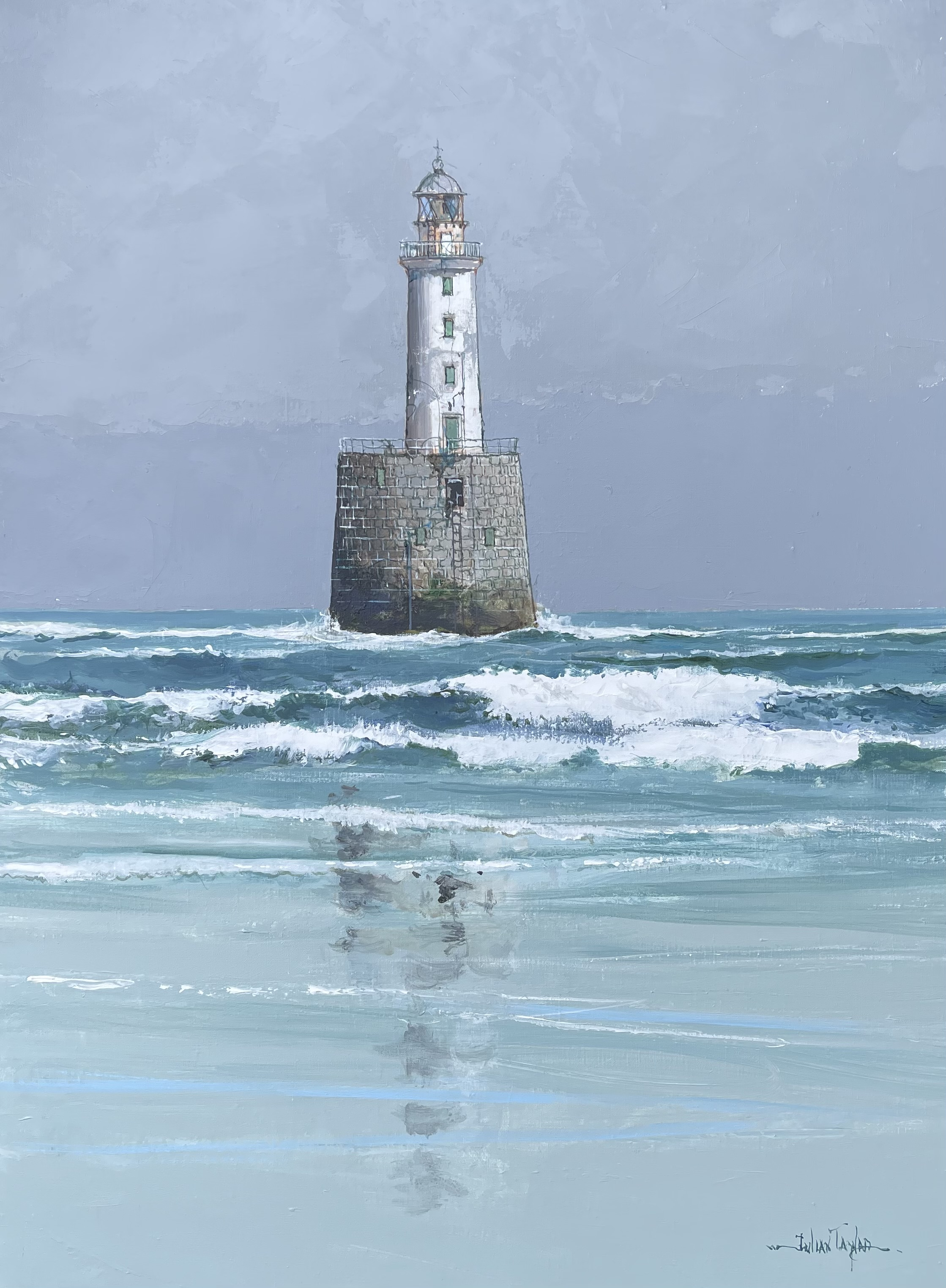
phare21

## Dernières expositions
- Depuis 1986, exposition annuelle à la Galerie 26, Place des Vosges, Paris
- 2003 : Exposition rétrospective au Presbytère Saint-Jacques de Bergerac (Dordogne)
- 2007 : Exposition rétrospective au Château de Vascoeuil (Eure)
- 2010 : Galerie de l'Ermitage, le Touquet – Galerie La Pléiade, Grenoble
- 2011 : Galerie La Cave, Genève - Galerie Daniel Guidat, Cannes
- 2012 : Galerie La Pléiade, Grenoble - Galerie Gantois, Cannes - Galerie Raugraff, Nancy
- 2013 : Nest Gallery, Genève - Galerie d'Art Joël Dupuis, Hardelot - Galerie Upsilon, Lyon
- 2014 : Palais des Congrès, Le Touquet - Galerie Vent des Cimes
- 2019 : Galerie Vent des Cimes, Grenoble

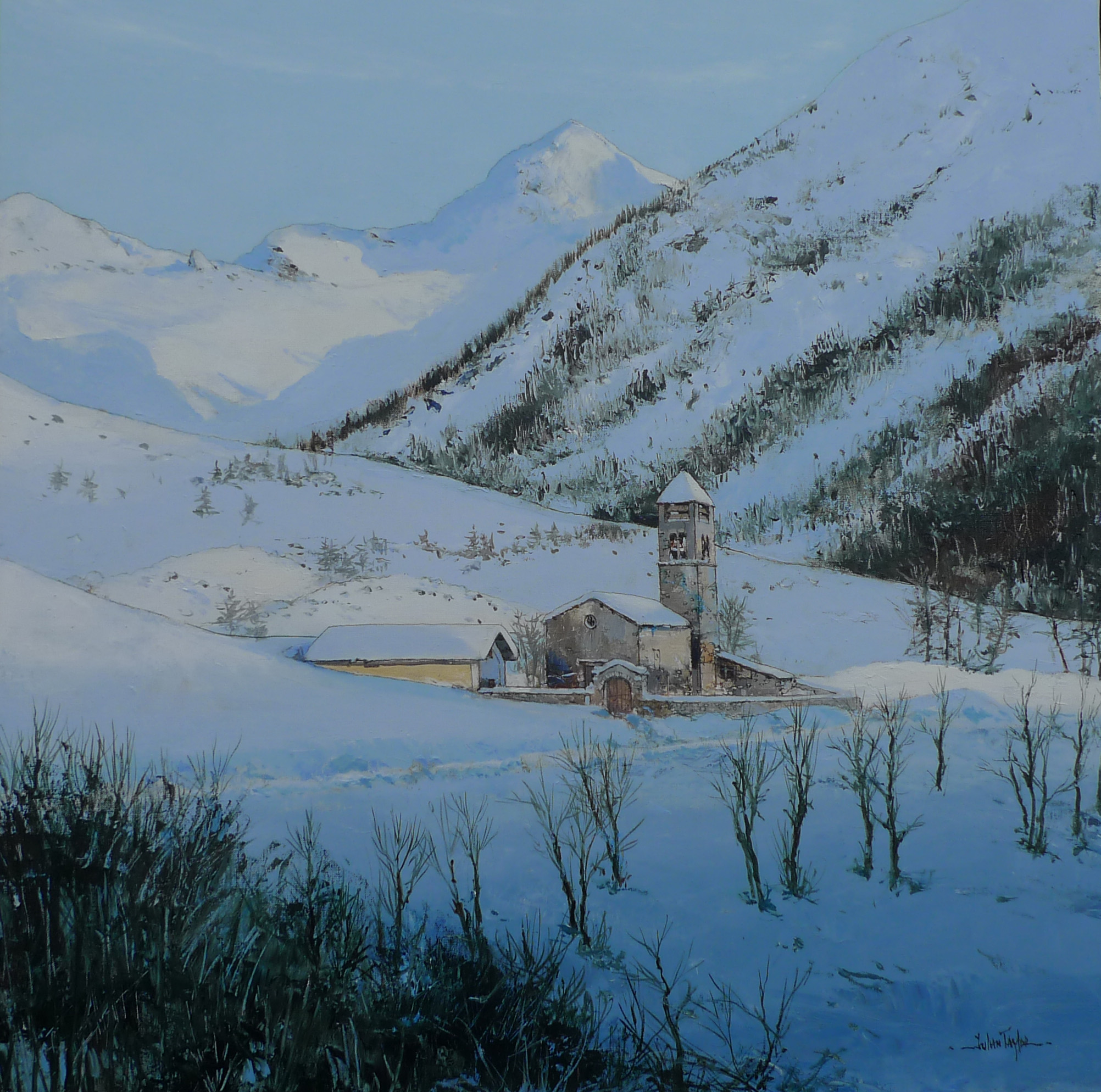
Ubaye1